# فرارة
فِرَّارَة أو (نقحرة: فيرارا) (بالإيطالية: Ferrara)‏، مدينة إيطالية بإقليم إميليا رومانيا وعاصمة مقاطعة فيرارا، عدد سكانها 133.214 نسمة.
تبعد 50 كم شمال شرق بولونيا، واقعةً على بو دي فولانو وهو رافد لنهر بو الواقع على بعد 5 كيلومترات إلى الشمال.
يعود هيكل المدينة الحضري إلى القرن الرابع عشر، إبان حكم عائلة إستي : جعلها تصميم بيادجو روسيتي أول مدينة الحديثة في أوروبا، مزدانة بالشوارع الواسعة والعديد من القصور، وهو السبب الرئيسي للاعتراف بها ضمن قائمة مواقع التراث العالمي حسب اليونسكو. وبالإضافة إلى ذلك، فيرارا هي إحدى 4 عواصم مقاطعات (مع بيرغامو وغروسيتو ولُكة)، التي لا يزال مركزها التاريخي محاطاً بالكامل بالأسوار، التي ظلت على حالها أقرب إلى مظهرها الأصلي على مر القرون.
حصل تجديد للنشاط الصناعي في العصر الحديث. فيرارا على خط السكك الحديدية الرئيسي من بولونيا إلى باذوة والبندقية، وله فروع لأماكن أخرى مثل ربنة.

## السكان
في سنة 1861 بلغ عدد السكان 64٬204 نسمة، وتطور العدد ليصل في سنة 2011 لـ 132٬545 نسمة.
يظهر هذا المخطط البياني تطور النمو السكاني لـ فرارة

## التاريخ
أصل فيرارا غير مؤكد ؛ ومن غير المحتمل أنها تحتل موقع ساحة ألييني الرومانية القديمة كما يفترض بعض. ويرجح أن سكاناً لاغونيون من مصب نهر بو استوطنوها ؛ أُنشئت أول بؤرتين استطانيتين، الأولى قريبة من الكاتدرائية والأخرى castrum bizantino التي أصبحت منطقة سان بيترو، على الضفة المقابلة حيث تصب قناة كافو بينيدتينو في فولانو أحد أفرع نهر بو. ظهر اسم فيرارا لأول مرة في وثيقة لملك اللومباديين أستولفو عام 754 بوصفها مدينة تشكل جزءا من إكسرخسية رافينا البيزنطية. رهن ديسيديريوس (آخر ملوك اللومباديين) دوقية فيرارا (ducatus ferrariae) عام 757 إلى البابا ستيفانوس الثاني. بعد عام 984 كانت إقطاعية لتيدالدو كونت مودينا وكانوسا وابن شقيق الإمبراطور أوتو الأول. أعلنت نفسها بعد ذلك مستقلة، وفي سنة 1101 استولت عليها الكونتيسة ماتيلدي بعد حصارها. وسيطر عليها أساسا في هذه الفترة عدة عائلات كبيرة من بينها عائلة أديلاردي.
في عام 1146 توفي غولييلمو الثاني أديلاردي آخر حكام آل أديلاردي، وذهبت فيرارا مهراً لابنة أخيه الماركيزيلا لأتسولينو إستي. بعد بعض المنازعات مع عائلة سالينغويرا سمي أتسو السابع إستي بودستا مدى الحياة عام 1242 ؛ وقد أسَر إتسيلينو الثالث دا رومانو حاكم فيرونا في معركة في عام 1259. واستخلفه حفيده أوبيتسو الثاني (1264-1293) وقد جعله أهل المدينة سيداً دائم. ومن الآن فصاعدا استقر آل إستي في فيرارا، وفي سنة 1289 اُختير أيضا سيدا لمودينا وبعد عام واحد كان سيدا لريدجو.
استقبل نيكولو الثالث (1393-1441) العديد من البابوات بفخامة عظيمة، وخاصة البابا يوجينيوس الرابع الذي عقد مجلسا هنا عام 1438. استلم ابنه بورسو لقب دوق على إقطاعتي مودينا ولريدجو الإمبراطوريتين من قِبل الإمبراطور فريدريك الثالث في عام 1452 (السنة التي ولد فيها هنا جيرولامو سافونارولا)، وفي عام 1471 جعله البابا بولس الثاني دوقا لفيرارا. أقام إركولي الأول (1471-1505) حرباً على البندقية وزاد عظمة المدينة.
و في عهد إركولي الأول أحد أهم رعاة الفنون في إيطاليا أواخر القرن الخامس عشر وأوائل القرن السادس عشر بعد آل ميديشي، ونمت فيرارا مركزاً ثقافياً اشتهر خصوصاً بالموسيقى. جاء الموسيقيون إلى فيرارا من كافة أنحاء أوروبا وخاصةً فرنسا وفلاندر، وقد عمل جوسكوين ديس بريز للدوق إركولي الأول فترة من الزمن (منتجا Missa Hercules dux Ferrariæ التي كتبها له) ؛ وجاء ياكوب أوبريشت إلى فيرارا مرتين (و مات أثناء تفشي الطاعون فيها سنة 1505) ؛ وأنطوان بروميل الذي اعتبر الموسيقي الرئيسي من عام 1505. ألفونسو الأول ابن إركولي هو أيضا راعي مهم ؛ تفضيله الآلات الموسيقية جعل فيرارا مركزاً مهما للتركيب آلة العود.
و تزوج ألفونسو من النبيلة لوكريسيا بورجا الشهيرة، وواصل الحرب ضد البندقية بنجاح. في عام 1509 حرمه البابا يوليوس الثاني كنسيا، وهزم الجيش البابوي مدافعاً عن رافينا في عام 1512.
و سقط غاستون فوا في المعركة التي دعم فيها ألفونسو. تمكن من إقامة صلح مع البابوات اللاحقين. وكان راعيا للشاعر لودوفيكو أريوستو من عام 1518 فصاعدا. ابنه إركولي الثاني تزوج الأميرة ريناتا فالوا أورليان ابنة لويس الثاني عشر ملك فرنسا ؛ وقام أيضا بتزيين فيرارا خلال حكمه (1534-1559).
ابنه ألفونسو الثاني تزوج من لوكريسيا ابنة كوزيمو الأول غراندوق توسكانا وثم بربارا شقيقة الإمبراطور ماكسيميليان الثاني وأخيرا مارغريتا غونزاغا ابنة دوق مانتوفا. وقد أوصل مجد فيرارا إلى ذروته، وكان راعياً لتوركواتو تاسو وجوفاني باتيستا غواريني وتشيزري كريمونيني مكملاً مسيرة أمراء عائلته من قبله في رعاية الفنون والعلوم. لم يكن لديه وريث شرعي ذكر، وفي عام 1597 أعلن البابا كليمنت الثامن فيرارا إقطاعية شاغرة، كما هو الحال في كوماكيو.
في عهد ألفونسو الثاني تطورت فيرارا أكثر كمدرسة موسيقية مرموقة، لا ينافسها في إيطاليا إلا مدينة البندقية القريبة ومراكز الموسيقى التقليدية مثل روما وفلورنسا وميلانو. مثـّل لودزاسكو لودزاسكي ولودوفيكو أغوستيني ولاحقا كارلو جزوالدو طليعة الموسيقيين هناك والذين لحنوا لأوهب المغنين، بما في ذلك فرقة concerto di donne المكونة من ثلاثة مغنيات موهوبات : لاورا بيفيرارا وأنا غواريني وليفيا داركو. أشاد فينشينسو غاليلي بأعمل لودزاسكي والذي تعلم على يديه جيرولامو فريسكوبالدي. وأتى الزوار ليسمعوا الأعمال المدهشة لموسيقيي إستي، توقفت معظم أنشطتهم في 1598 مع زوال حكم آل إستي.
شيد البابا بولس الخامس حصناً في موقع قلعة تسمى «قلعة تيدالدو» في الزاوية الجنوبية الغربية للمدينة. ظلت المدينة جزءاً من دول الكنيسة، واحتلت حامية نمساوية الحصن من عام 1832 حتى عام 1859، عندما أصبحت جزءاً من مملكة إيطاليا الموحدة.
شهدت المدينة قتالا عنيفا في أواخر الحرب العالمية الثانية انتهى باستيلاء قوات الحلفاء عليها.

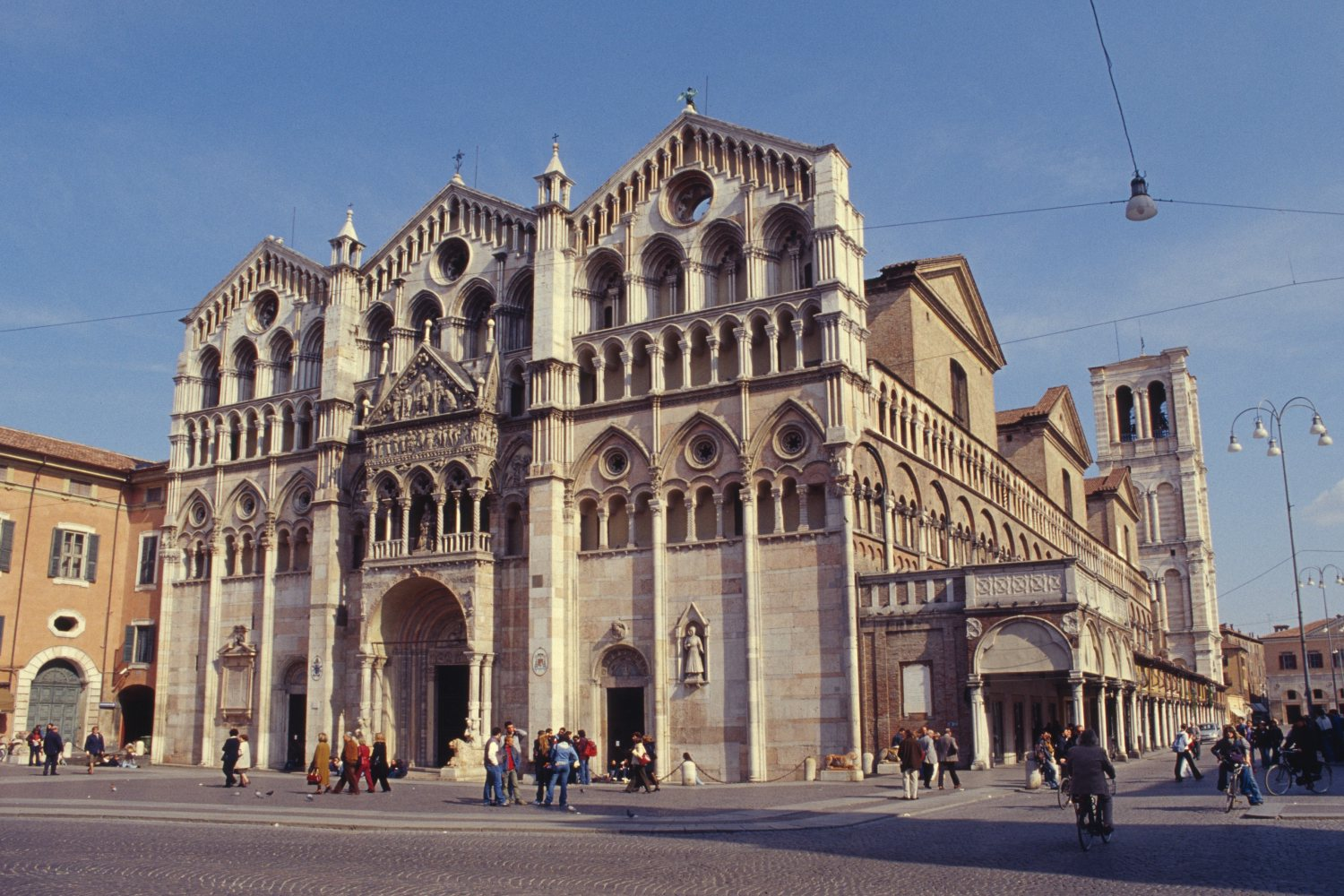
كاتدرائية فيرارا

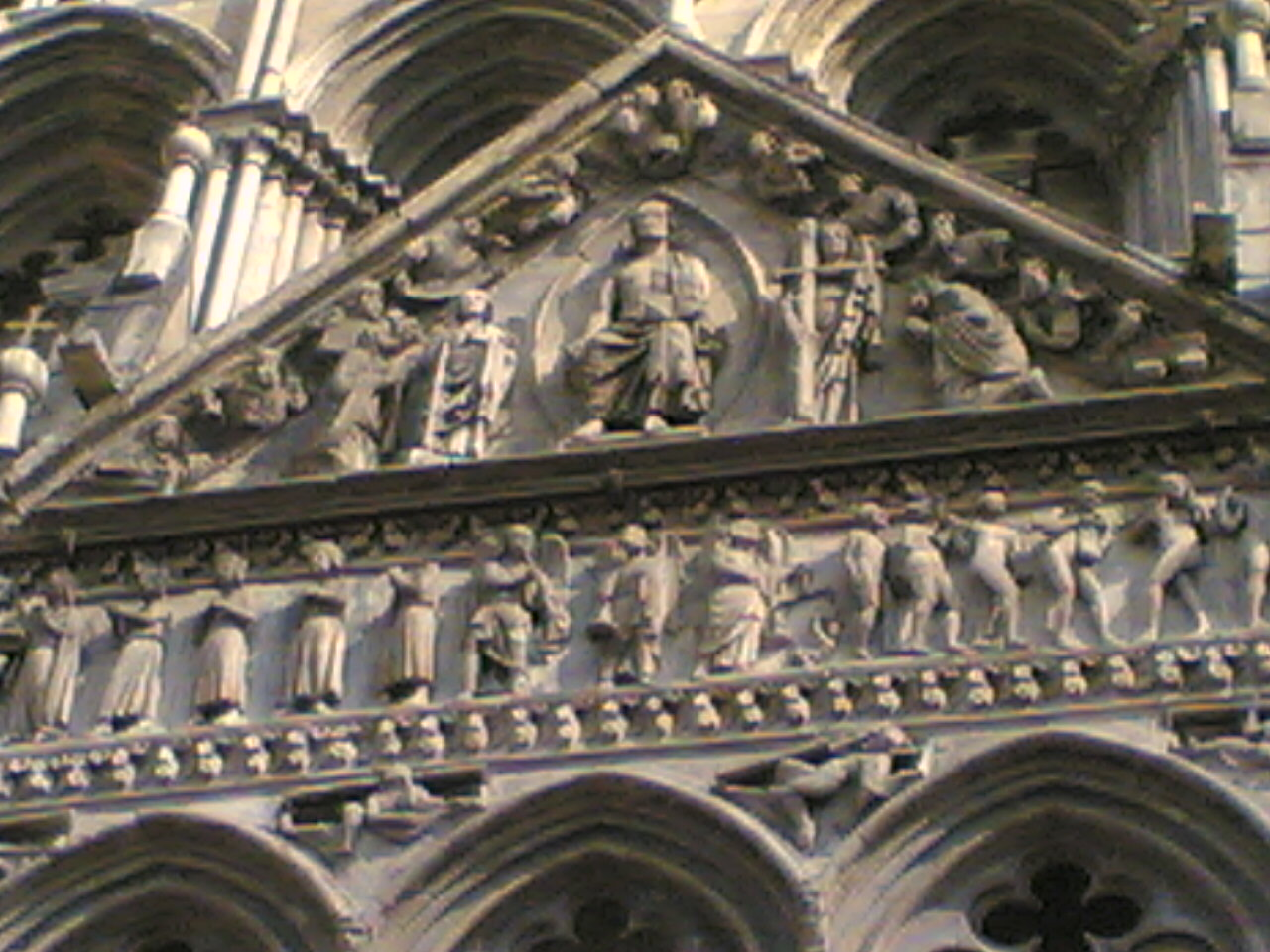
واجهة كاتدرائية فيرارا

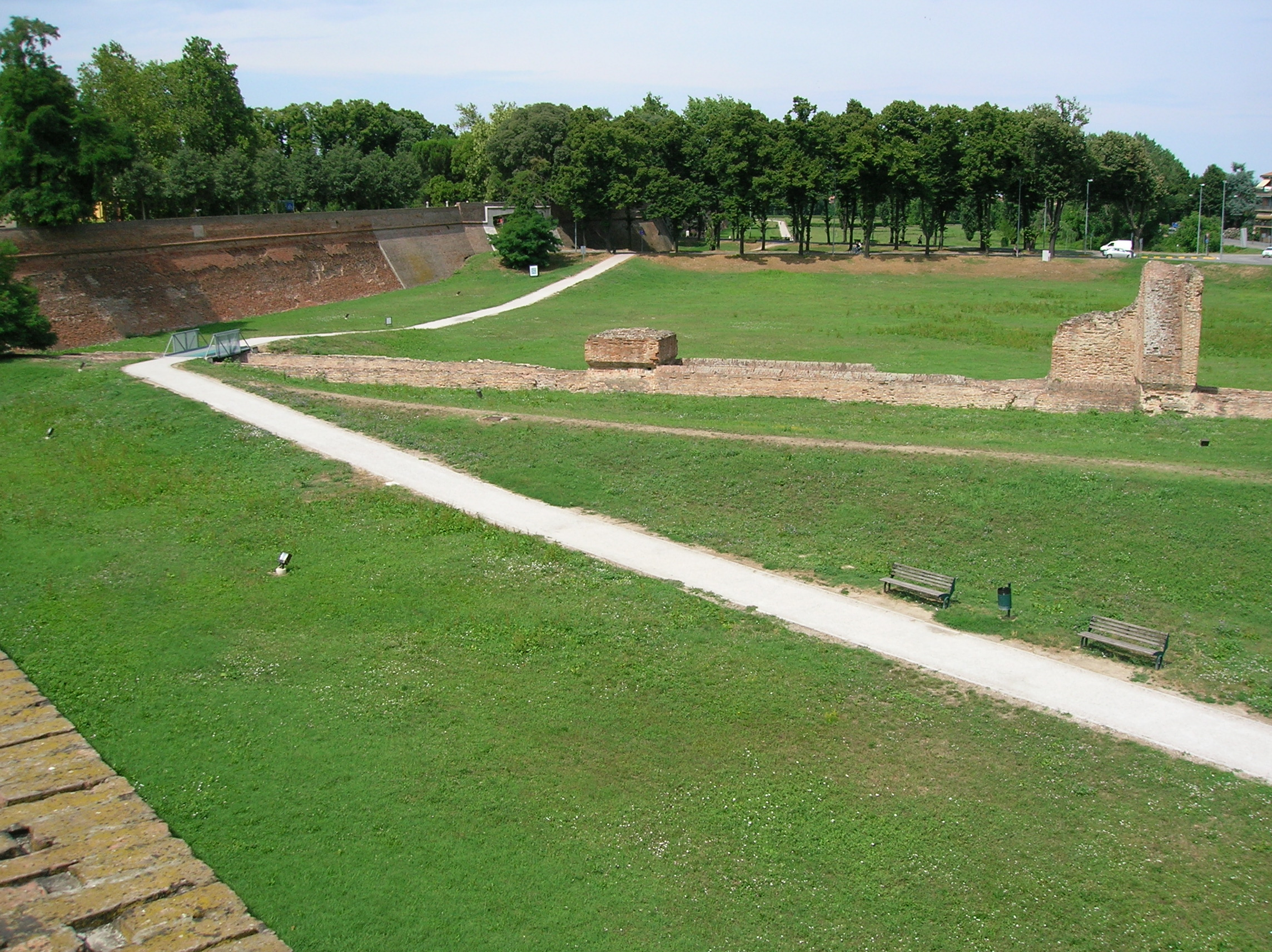
سور فيرارا

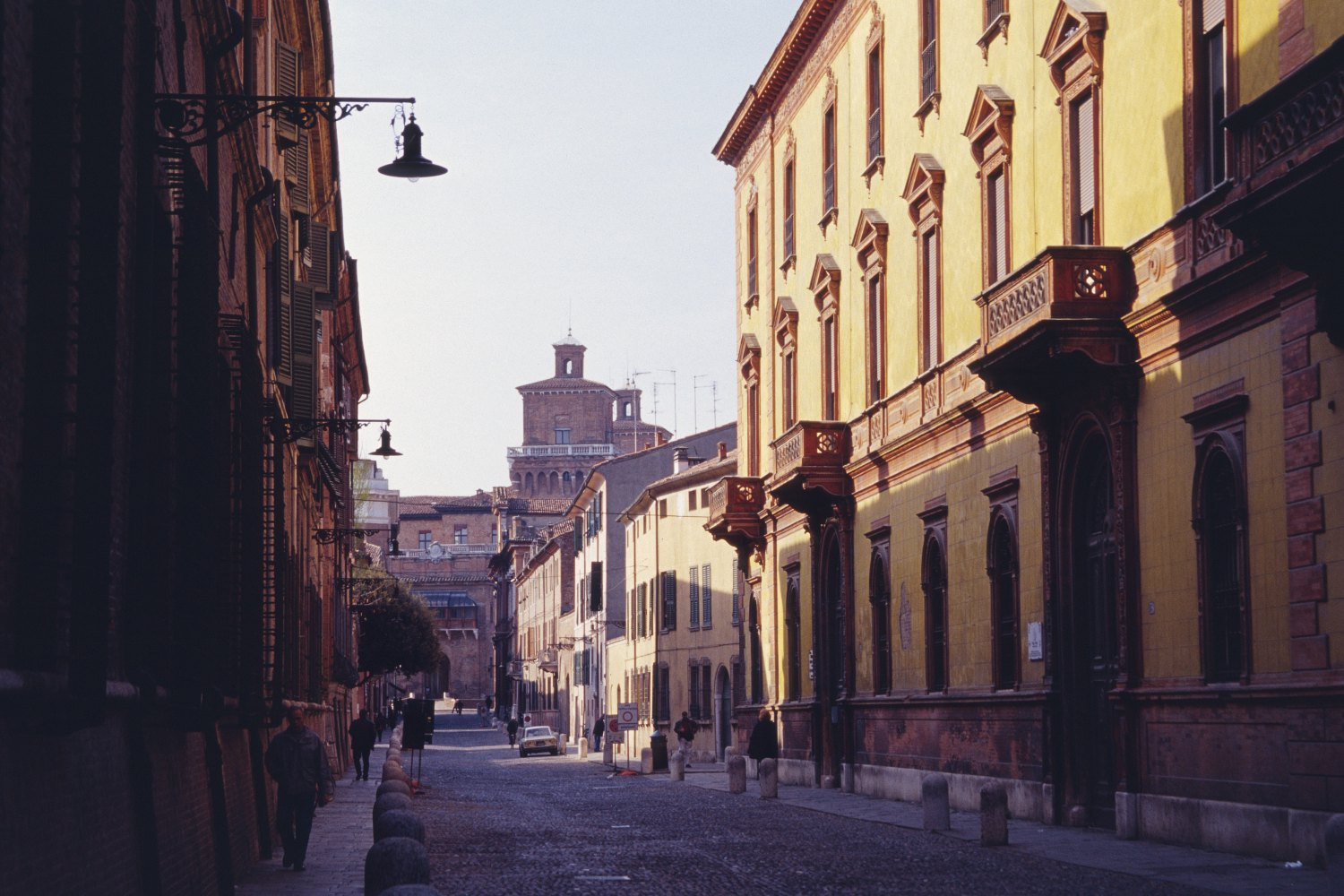
شارع إركولي الأول - المدينة القديمة

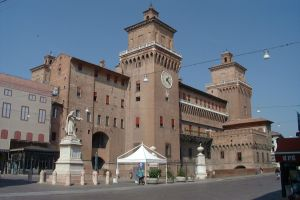
القلعة الإستية

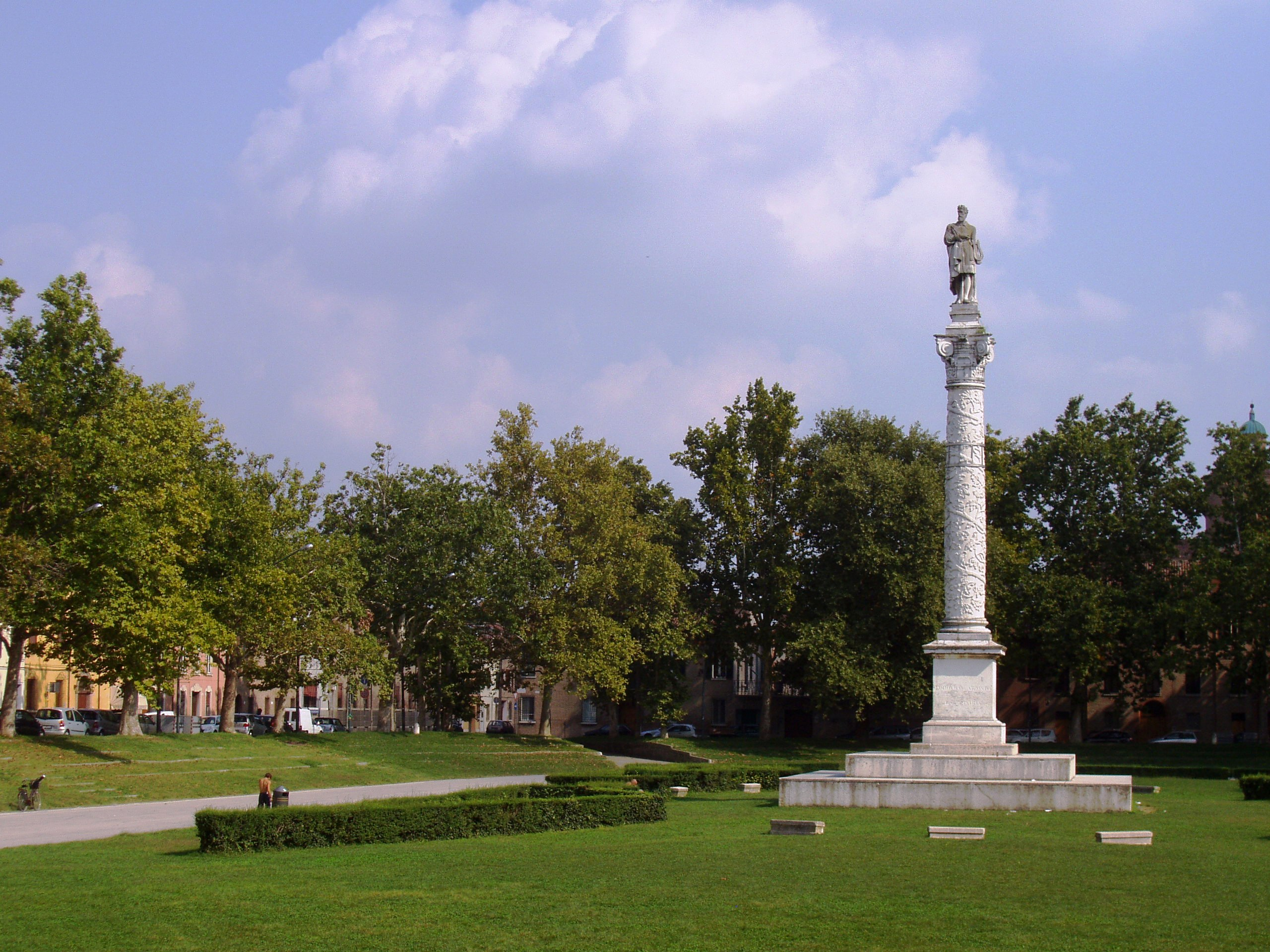
نصب تذكاري للشاعر لودوفيكو أريوستو

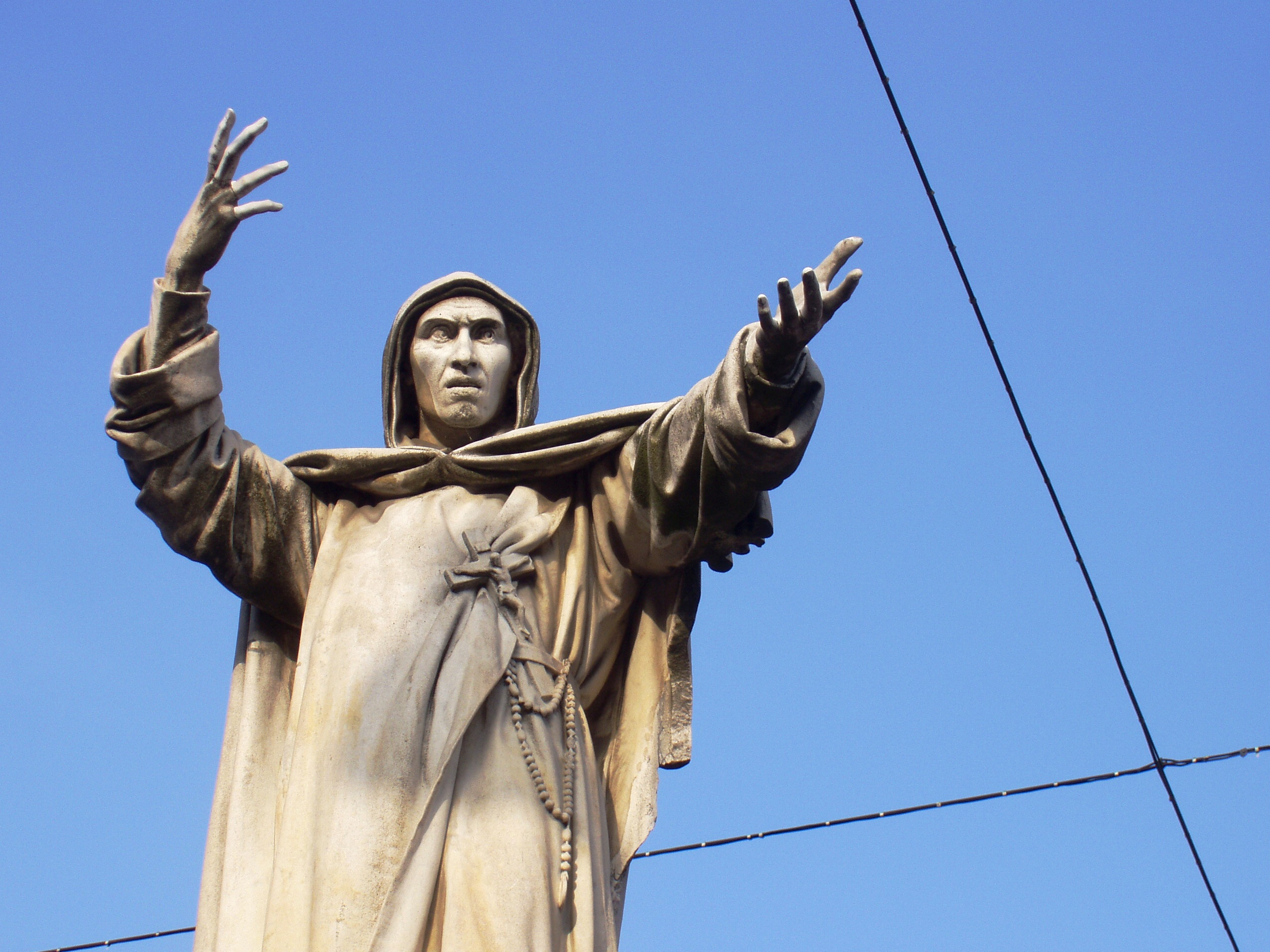
تمثال جيرولامو سافونارولا - فيرارا

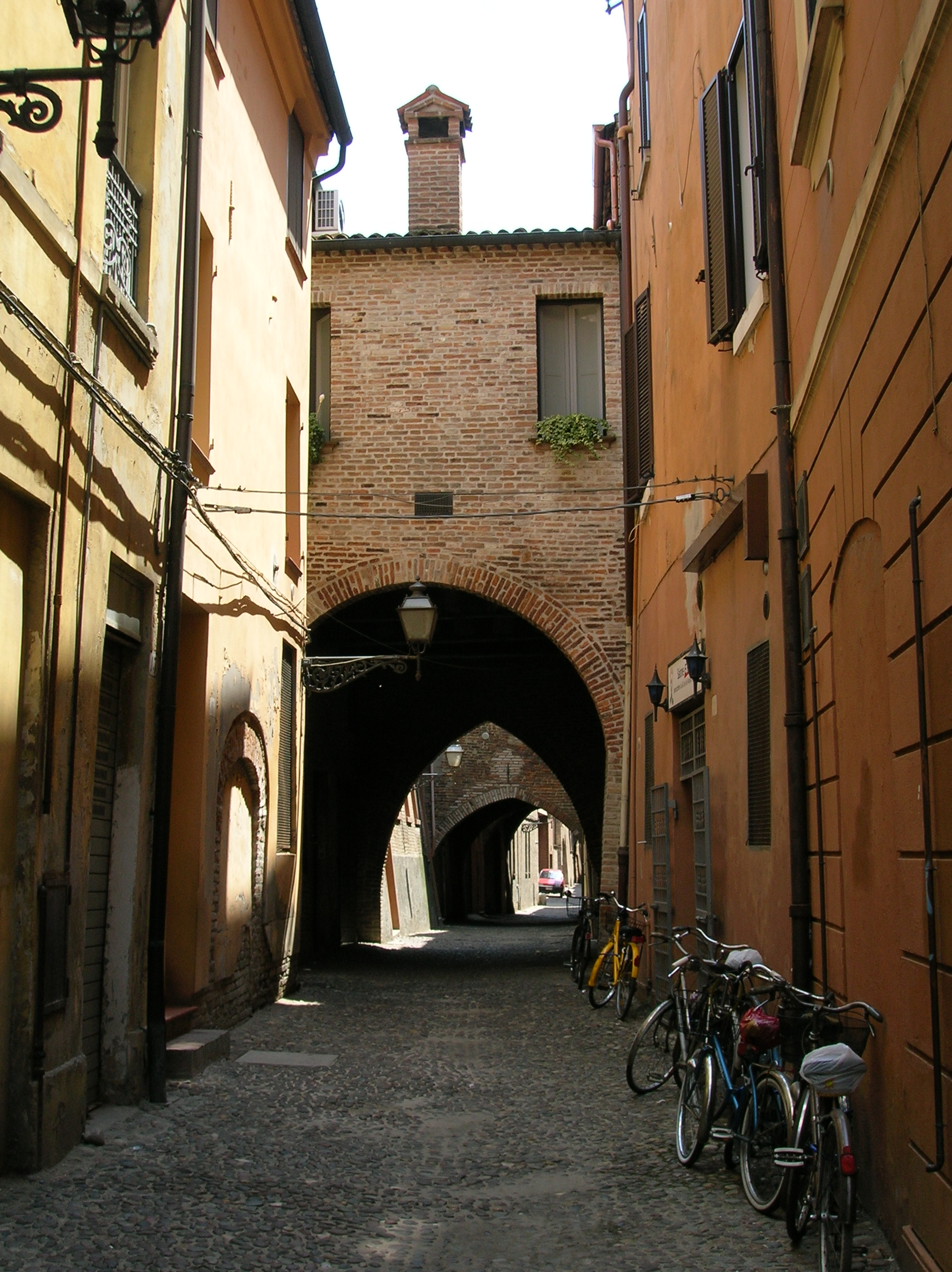
زقاق فيراري - شارع ديلي فولتا يلاحظ أنه مرصف بالأحجار